# Dicraeanthus
Genre
Dicraeanthus est un genre de plantes à fleurs de la famille des Podostemaceae.

## Liste d'espèces
Selon Catalogue of Life (27 octobre 2017) :
- Dicraeanthus africanus Engl.
- Dicraeanthus zehnderi H. Hess

Selon NCBI (27 octobre 2017) :
- Dicraeanthus africanus
- Dicraeanthus zehnderi

Selon The Plant List (27 octobre 2017) :
- Dicraeanthus africanus Engl.
- Dicraeanthus ramosus H.Hess
- Dicraeanthus taylorii J.J.de Wilde & Guillaumet
- Dicraeanthus zehnderi H.Hess

Selon Tropicos (27 octobre 2017) (Attention liste brute contenant possiblement des synonymes) :
- Dicraeanthus africanus Engl.
- Dicraeanthus parmelioides A. Chev.
- Dicraeanthus ramosus H.Hess
- Dicraeanthus taylorii J.J. de Wilde & Guillaumet
- Dicraeanthus zehnderi H.Hess